# Campeonato Mundial de Ciclismo em Estrada de 1990
Os Campeonatos do mundo de ciclismo em estrada de 1990 celebrou-se na cidade japonesa de Utsunomiya de 31 de agosto a 2 de setembro de 1990.

## Resultados
| Event                       | Ouro                                                                               | Ouro       | Prata                                                                            | Prata    | Bronze                                                                                            | Bronze |
| --------------------------- | ---------------------------------------------------------------------------------- | ---------- | -------------------------------------------------------------------------------- | -------- | ------------------------------------------------------------------------------------------------- | ------ |
| Provas masculinas           |                                                                                    |            |                                                                                  |          |                                                                                                   |        |
| Homens - corrida em linha   | Rudy Dhaenens · Bélgica                                                            | 6h51'59"   | Dirk De Wolf · Bélgica                                                           | s.t.     | Gianni Bugno · Itália                                                                             | + 8"   |
| Contrerrelógio por equipas  | União Soviética · Oleg Galkin · Rouslan Zotov · Igor Patenko · Alexander Markovich | 1h 56' 50" | Alemanha Oriental · Maik Landsmann · Uwe Peschel · Uwe Berndt · Falk Boden       | + 15"    | Alemanha Ocidental · Rolf Aldag · Kai Hundertmarck · Raimund Lehnert · Michael Rich               | + 19"  |
| Amador - corrida em linha   | Mirko Gualdi · Itália                                                              | 4h 28' 04" | Roberto Caruso · Itália                                                          | -        | Jean-Philippe Dojwa · França                                                                      | -      |
| Provas femininas            |                                                                                    |            |                                                                                  |          |                                                                                                   |        |
| Mulheres - corrida em linha | Catherine Marsal · França                                                          | 2h 0' 07"  | Ruthie Matthes · Estados Unidos                                                  | + 3' 24" | Louisa Seghezzi · Itália                                                                          | s.t.   |
| Contrerrelógio por equipas  | Países Baixos · Leontien Van Moorsel · Monique Knol · Cora Westland · Astrid Schop | 1h 03' 51" | Estados Unidos · Phyllis Hines · Maureen Manley · Eve Stephenson · Inga Thompson | + 16"    | União Soviética · Natalia Melekhina · Nadezhda Kibardina · Valentina Polkanova · Natalia Chipaeva | + 30"  |